# Aplidium scyphus
Aplidium scyphus är en sjöpungsart som beskrevs av Monniot 1991. Aplidium scyphus ingår i släktet Aplidium och familjen klumpsjöpungar. Inga underarter finns listade i Catalogue of Life.